# Warroad (Minnesota)
Warroad es una ciudad ubicada en el condado de Roseau en el estado estadounidense de Minnesota. En el Censo de 2010 tenía una población de 1781 habitantes y una densidad poblacional de 237,04 personas por km².

## Geografía
Warroad se encuentra ubicada en las coordenadas 48°55′4″N 95°19′47″O / 48.91778, -95.32972. Según la Oficina del Censo de los Estados Unidos, Warroad tiene una superficie total de 7.51 km², de la cual 7.23 km² corresponden a tierra firme y (3.83%) 0.29 km² es agua.

## Demografía
Según el censo de 2010, había 1781 personas residiendo en Warroad. La densidad de población era de 237,04 hab./km². De los 1781 habitantes, Warroad estaba compuesto por el 83.27% blancos, el 0.11% eran afroamericanos, el 5.67% eran amerindios, el 8.48% eran asiáticos, el 0% eran isleños del Pacífico, el 0% eran de otras razas y el 2.47% pertenecían a dos o más razas. Del total de la población el 0.95% eran hispanos o latinos de cualquier raza.